# Escholzmatt-Marbach
Escholzmatt-Marbach é uma comuna da Suíça, situada no cantão de Lucerna. Tem 106,4 km² de área e sua população em 2018 foi estimada em 4.341 habitantes.
Foi criada em 2 de janeiro de 2013, a partir da fusão das antigas comunas de Escholzmatt e Marbach.